# Гост-Лейк
Гост-Лейк (англ. Ghost Lake) — літнє село в Канаді, у провінції Альберта, у складі муніципального району Біггорн.

## Населення
За даними перепису 2016 року, літнє село нараховувало 82 особи постійного населення, показавши зростання на 1,2%, порівняно з 2011-м роком. Середня густина населення становила 122,6 осіб/км².
З офіційних мов обидвома одночасно не володів жоден з жителів, тільки англійською — 80..
Працездатне населення становило 40 осіб (80% усього населення), рівень безробіття — 25%.

## Клімат
Середня річна температура становить 3,2°C, середня максимальна – 21,2°C, а середня мінімальна – -16,1°C. Середня річна кількість опадів – 535 мм.
| Клімат поселення                              | Клімат поселення | Клімат поселення | Клімат поселення | Клімат поселення | Клімат поселення | Клімат поселення | Клімат поселення | Клімат поселення | Клімат поселення | Клімат поселення | Клімат поселення | Клімат поселення | Клімат поселення |
| Показник                                      | Січ.             | Лют.             | Бер.             | Квіт.            | Трав.            | Черв.            | Лип.             | Серп.            | Вер.             | Жовт.            | Лист.            | Груд.            |                  |
| Середній максимум, °C                         | −2,58            | 0,57             | 4,36             | 9,77             | 14,88            | 18,83            | 21,18            | 21,06            | 16,15            | 11,30            | 3,20             | −1,4             |                  |
| Середня температура, °C                       | −9,32            | −6,16            | −2,38            | 3,04             | 8,16             | 12,08            | 14,74            | 14,63            | 9,73             | 4,87             | −3,24            | −7,83            |                  |
| Середній мінімум, °C                          | −16,05           | −12,91           | −9,14            | −3,7             | 1,41             | 5,35             | 8,32             | 8,20             | 3,30             | −1,56            | −9,65            | −14,25           |                  |
| Норма опадів, мм                              | 16               | 17               | 34               | 46               | 73               | 94               | 71               | 71               | 53               | 24               | 21               | 15               |                  |
| Середньомісячна швидкість вітру, м/с          | 3.24             | 3.07             | 3.33             | 3.39             | 3.30             | 3.19             | 2.90             | 2.71             | 2.92             | 3.21             | 3.26             | 3.17             |                  |
| Середньомісячна сонячна радіація, кДж/м²·день | 4001             | 7299             | 12395            | 16790            | 20345            | 21666            | 22857            | 19446            | 13569            | 8212             | 4248             | 2971             |                  |
| --------------------------------------------- | ---------------- | ---------------- | ---------------- | ---------------- | ---------------- | ---------------- | ---------------- | ---------------- | ---------------- | ---------------- | ---------------- | ---------------- | ---------------- |
| Джерело:                                      |                  |                  |                  |                  |                  |                  |                  |                  |                  |                  |                  |                  |                  |